# کلیسای سرکیس مقدس (تهران)
کلیسای سرکیس مقدس یا کلیسای سارکیس مقدس، (به ارمنی: Սուրբ Սարգիս մայր տաճար) - (به انگلیسی: Saint Sarkis Cathedral)، نام یک کلیسای ارمنی واقع در خیابان کریمخان زند، ابتدای خیابان نجات الهی (ویلای سابق) در تهران است. کلیسای سرکیس مقدس با هزینه شخصی فردی خیر از ارمنی‌های ایران به نام «مارکار سرکیسیان» و طرح مهندس اوژن آفتاندلیانس در سال ۱۳۴۹ (۱۹۷۰ میلادی) بنا شد. هزینه ساخت کلیسا سه و نیم میلیون تومان برآورد شد. کلیسای سرکیس مقدس روز ۹ اردیبهشت ۱۳۵۲ با حضور بیش از ۵ هزار نفر از ارامنه تهران بوسیله خورن یکم پیشوای ارامنه جهان تقدیس شد. پس از افتتاح این کلیسا، مقر خلیفه‌گری ارامنه تهران از کلیسای مریم مقدس به این محل جدید انتقال یافت. ساعت بازدید این کلیسا ساعت ۸تا۱۵ است؛ البته یکشنبه‌ها ساعت بازدید ندارد و مخصوص ارمنی‌ها است.

## نام کلیسا
پس از انجام مراسم مذهبی و نام گذاری کلیسای جدید که به نام یکی از قدیسان کلیسای ارمنی، یعنی «سرکیس مقدس» نام گذاری شد.
سرکیس مقدس، از قدیسان کلیسای حواری ارمنی، در اوایل سده چهارم میلادی از سرداران ارتش روم بود که به علت مسیحی بودن تحت تعقیب قرار گرفت.
او به همراه پسرش، «ماردیروس»، به ارمنستان پناه برد اما تیران، پادشاه ارمنستان، تحت فشار امپراتور روم مجبور
به اخراج آنان از ارمنستان شد. آنان به خدمت ارتش شاپور دوم درآمدند که در جنگ با کوشان‌ها بود. شاپور از خدمات سرکیس بسیار خرسند بود اما از آنجایی که به وی اتهام تبلیغ مسیحیت در بین سپاهیان شاپور را زده بودند دستور داد تا او و پسرش را به همراه شماری از سربازان در نیشابور به قتل رسانند. در تقویم کلیسای ارمنی، یک روز به سرکیس مقدس اختصاص دارد. در این روز، جوانان ارمنی به یاد او مراسم خاصی را برگزار می‌کنند.

## سبک معماری
کلیسای سرکیس مقدس، که بزرگ‌ترین کلیسای تهران است، دارای ابعادی به طول ۳۶/۵ متر و عرض ۱۷/۸ متر با پلان بازیلیکا تک ناوی است که بر روی صفه‌ای کم ارتفاع بنا شده و با در نظر گرفتن امانت خانه‌های دو طرف محراب در سمت شرقی بنا و راهرو ورودی اصلی، در سمت غربی بنا، کلیسا از داخل دارای پلان صلیبی شکل است. دیوارهای خارجی بنا با سنگ مرمر سفید رنگ و دیوارهای داخلی و سقف با گچ پوشانده شده.
اگرچه مهندس آفتاندلیانس در طراحی کلیسای سرکیس مقدس از معماری قرون وسطی و عصر جدید ارمنستان پیروی کرده با جسارت تغییراتی در این دو نوع معماری داده و گنبدی ساخته که ظاهراً بدون داشتن تکیه گاهی بر روی سقف قرار دارد و در هوا معلق است. از آنجایی که در کلیساهای تک ناوی وزن سقف بنا به وسیله قوس‌های واقع در زیر سقف به دیوارهای طولی دو طرف بنا منتقل می‌شود بنابراین این گونه بناها، برای تحمل فشار سقف، نمی‌توانند عرض زیادی داشته باشند و به همین دلیل نیز، فاقد گنبد و معمولاً، بناهایی کوچک هستند اما آفتاندلیانس، متأثر از معماری کلیساهای تک ناوی و آمیختن این سبک با معماری تالارهای گنبددار، کلیسای سرکیس مقدس را به گونه‌ای طراحی کرده که توانسته گنبد عظیمی بر روی آن قرار دهد.
محراب کلیسا به صورت نیم دایره است و مطابق با سنت کلیساهای ارمنیان در سمت شرقی بنا قرار دارد. کف آن نیز بالاتر از کف صحن کلیسا و دارای سه نورگیر است. در دو طرف محراب، امانت خانه‌ها قرار دارند که هر یک دارای نورگیری کوچک هستند و به غیر از ورودی به داخل صحن کلیسا ورودی مجزایی نیز به محوطه خارج از بنا دارند. دیوارهای بالای محراب و دو سمت آن با نقاشی‌های دیواری، با موضوعاتی برگرفته از کتاب مقدس، اثر ادمان آیوازیان، پوشیده شده‌است. صحن کلیسا را می‌توان به سه بخش تقسیم کرد که قسمت میانی ۷۵ سانتی‌متر از هر طرف پهن‌تر از دو قسمت شرقی و غربی است و گنبد در این قسمت از بنا قرار دارد. گنبد شانزده ضلعی کلیسا به وسیله یک چهار ضلعی بر روی چهار طاقی قرار گرفته که بر روی شاه تیرها تکیه دارد. ساق و گنبد آن تماماً از نورگیرها تشکیل شده‌است.
ورودی اصلی، که دارای سردری با سبک معماری کلیساهای سده‌های چهارم و پنجم میلادی ارمنستان است به داخل راهرویی به پهنای محراب کلیسا باز می‌شود و در بالای آن، بالکنی وجود دارد که محل اجرای سرودهای روحانی گروه کر است. کلیسا دارای دو ناقوسخانه است که در دو طرف راهروی ورودی ضلع غربی آن و در بالای دو ورودی بنا، به صورت برجی با پلان چهار گوش قرار دارند و در انتهای آن‌ها گنبدهایی شبیه به گنبد اصلی کلیسا با ساق‌های هشت ضلعی ساخته شده‌است.

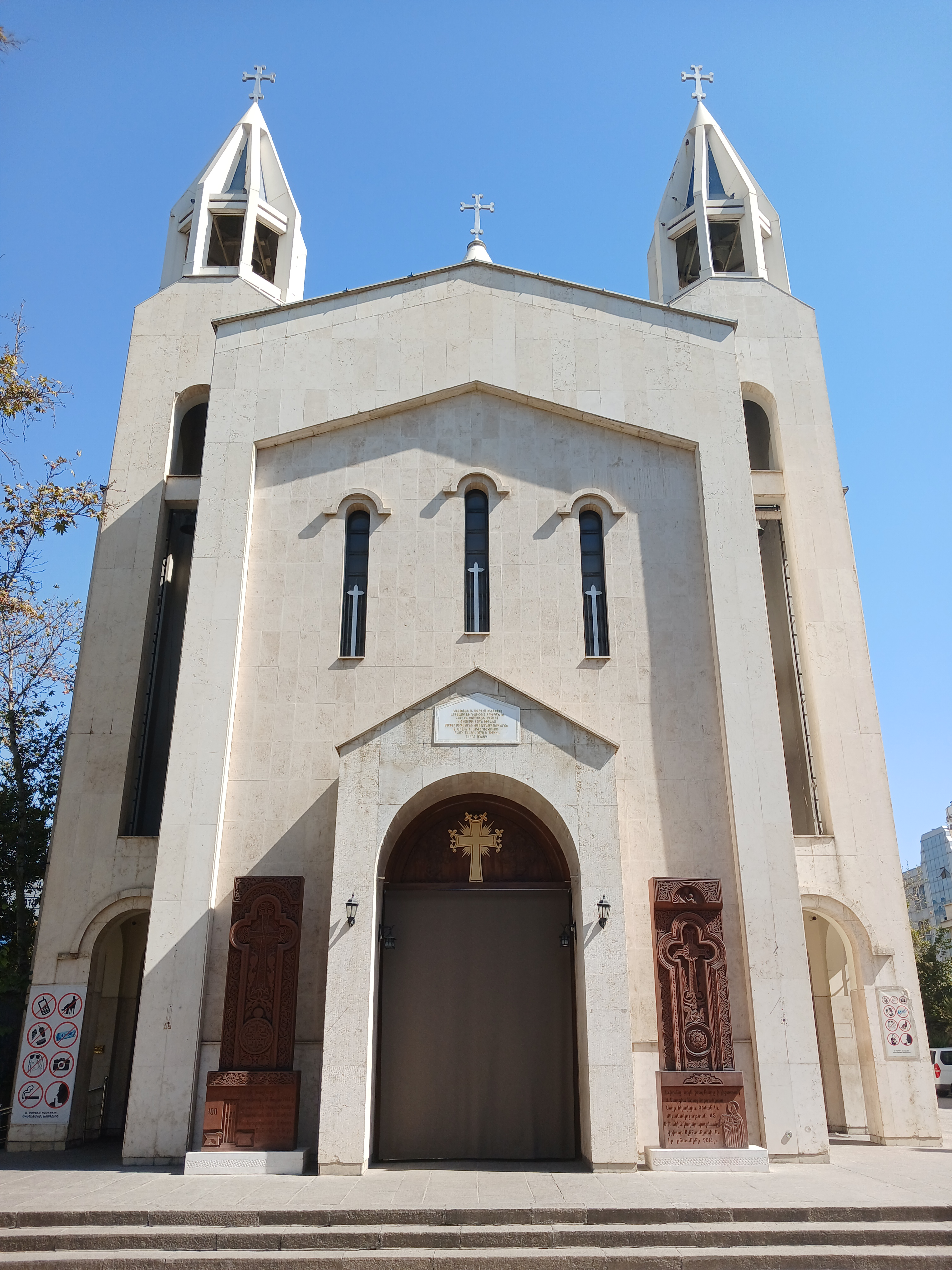
نمای اصلی در ضلع غربی کلیسا

## یادمان نسل‌کشی ارمنی‌ها

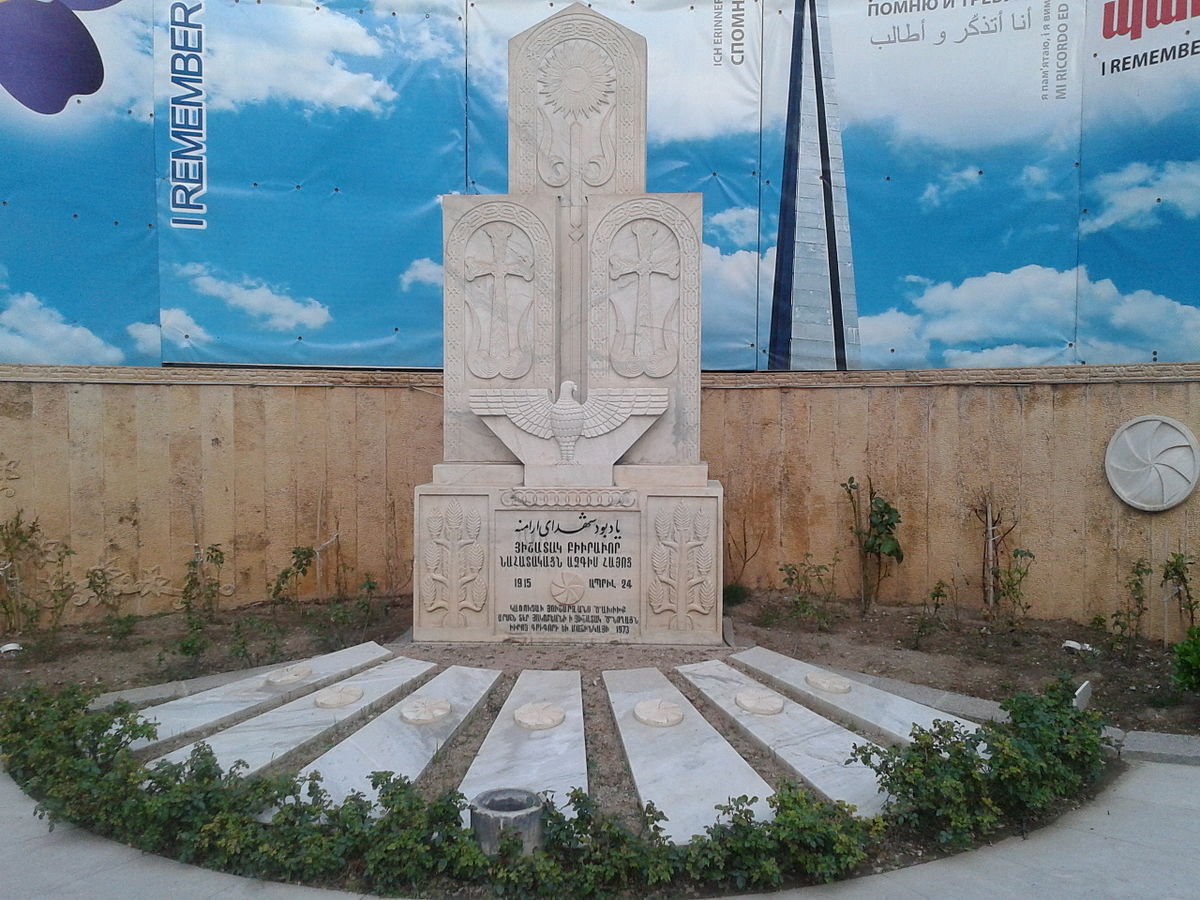
یادمان نسل‌کشی ارمنی‌ها در کلیسای سرکیس مقدس تهران

بنای یادمان نسل‌کشی ارمنیان در کلیسای سرکیس مقدس از سنگ مرمر سفید ساخته شده و بلندی آن ۳/۵۰ متر است که بر پایه‌ای از همان سنگ به ابعاد ۷۷×۱۶۲ و بلندی ۸۲ سانتی‌متر قرار گرفته. روی پایه، کتیبه‌ای به پهنای ۷۷ و بلندی ۶۶ سانتی‌متر دیده می‌شود که بر روی آن به خط نستعلیق فارسی و زیر آن به ارمنی نوشته شده‌است: «یادبود شهدای ارامنه». زیر این نوشته به زبان ارمنی «۲۴ آوریل ۱۹۱۵».
این بنا در ۱۳ اردیبهشت ۱۳۵۲ خورشیدی در پنجاه و هشتمین سالگرد نسل‌کشی ارمنیان رونمایی شد.

### نمادها
بنای یادمان نسل‌کشی ارمنی‌ها، با طرحی مرکب از سه قطعه سنگ، در نگاه اول نماد باور دینی ارمنیان است، باوری که برای صیانت از آن ملتی رهسپار قتلگاه شد. نقش صلیب روی خاچکارها نماد رستاخیز مسیح و نشانگر شهادت و خیزش است و چنان‌که مسیح از مردگان برخاست، ملت ارمنی نیز با وجود کشتارها، آوارگی و پراکندگی توانست حکومت مستقل ارمنستان را، پس از تحمل چندین سده سلطهٔ بیگانگان، در ۱۹۱۸ میلادی بنا نهد. دیگر نقش‌های رویهٔ بنای یادبود در مجموع بیانگر روحیهٔ آزادی‌خواهی، پایداری، پایبندی به دین و ایمان و اعتقاد به پیروزی حق و حقیقت هستند.

## نگارخانه

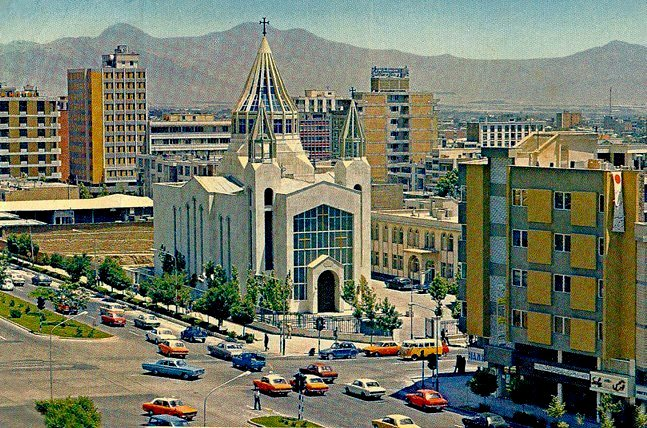
کلیسای سرکیس مقدس در میانه‌های دهه پنجاه
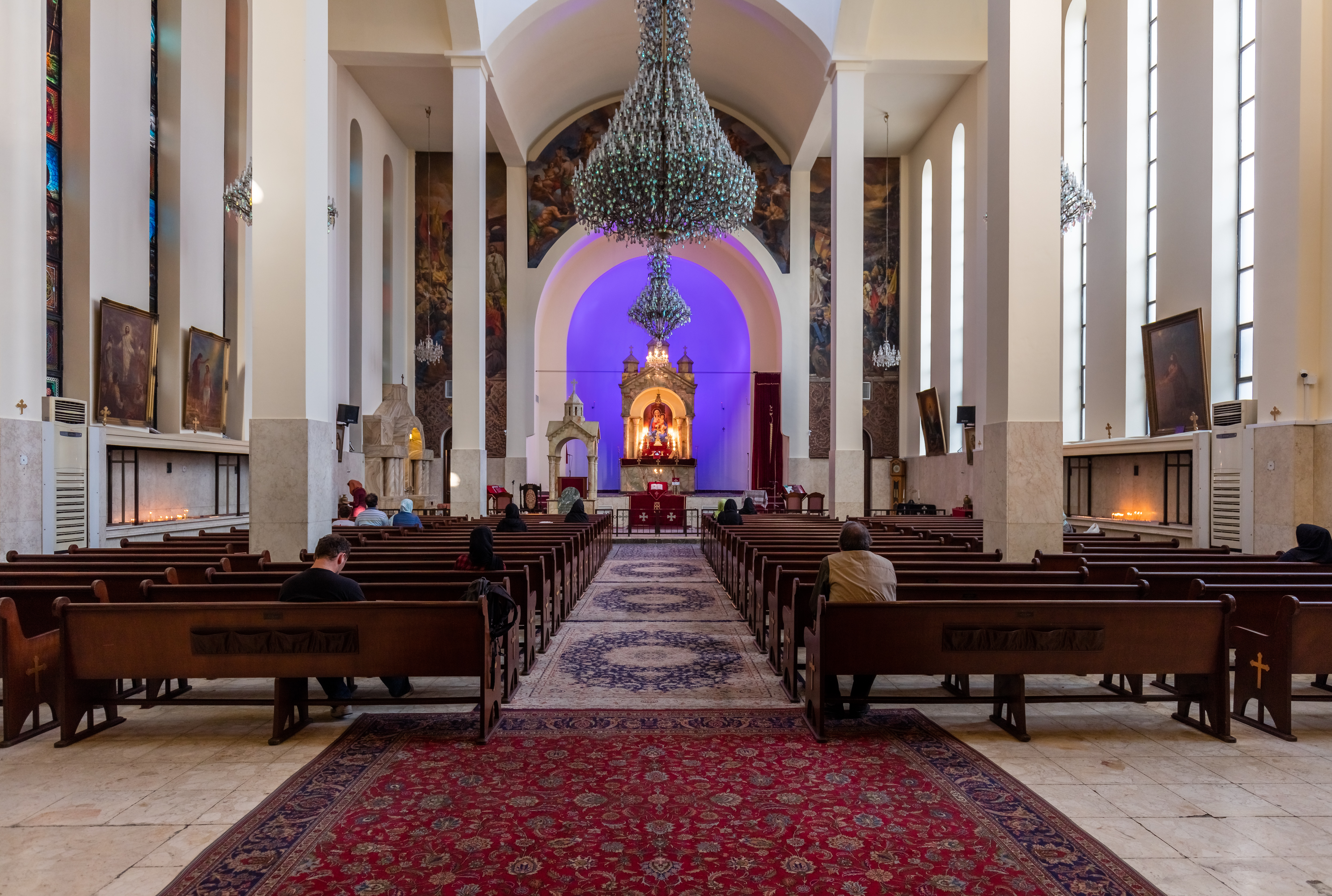
نمای داخلی کلیسای سرکیس مقدس
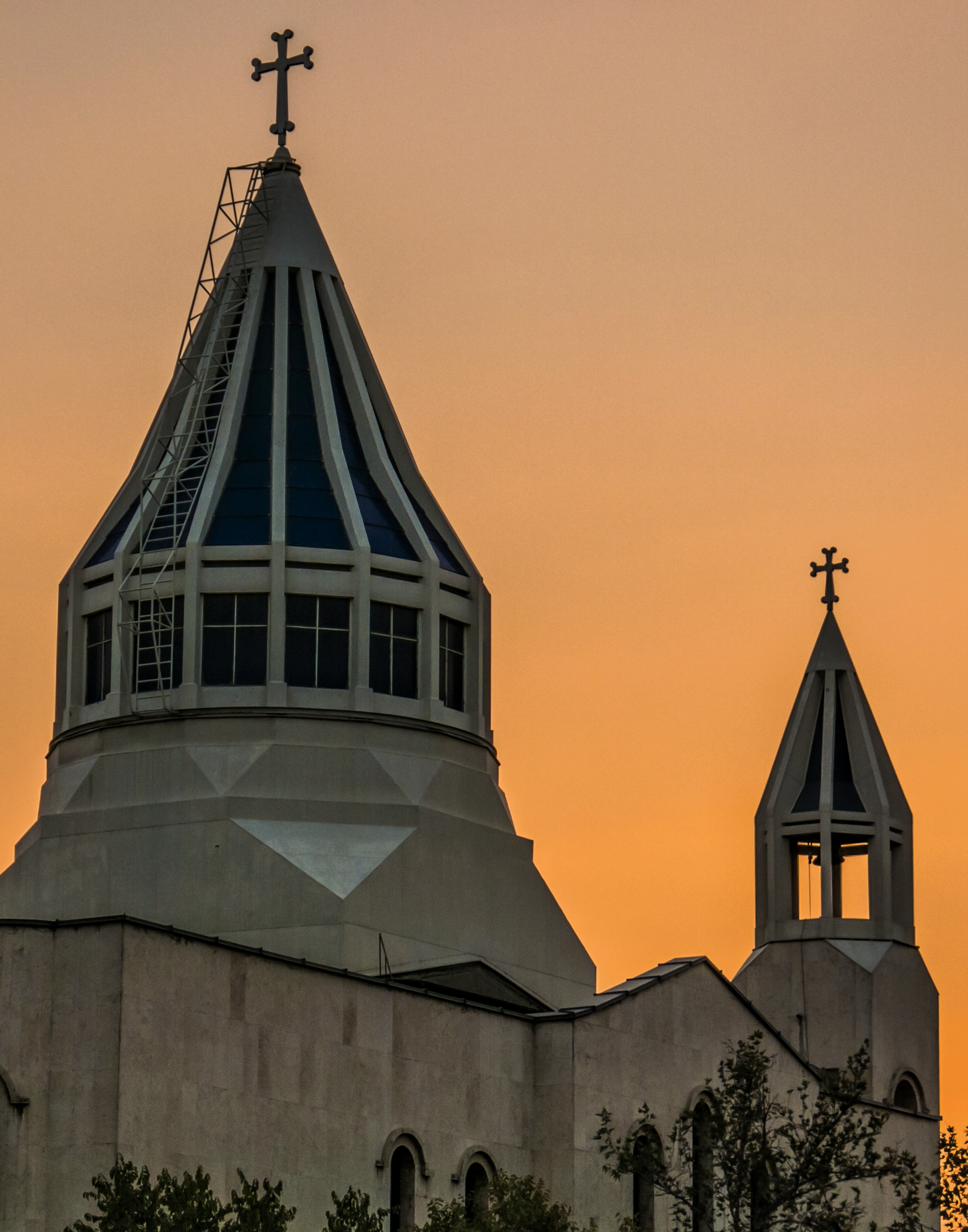
کلیسای سرکیس مقدس، تهران

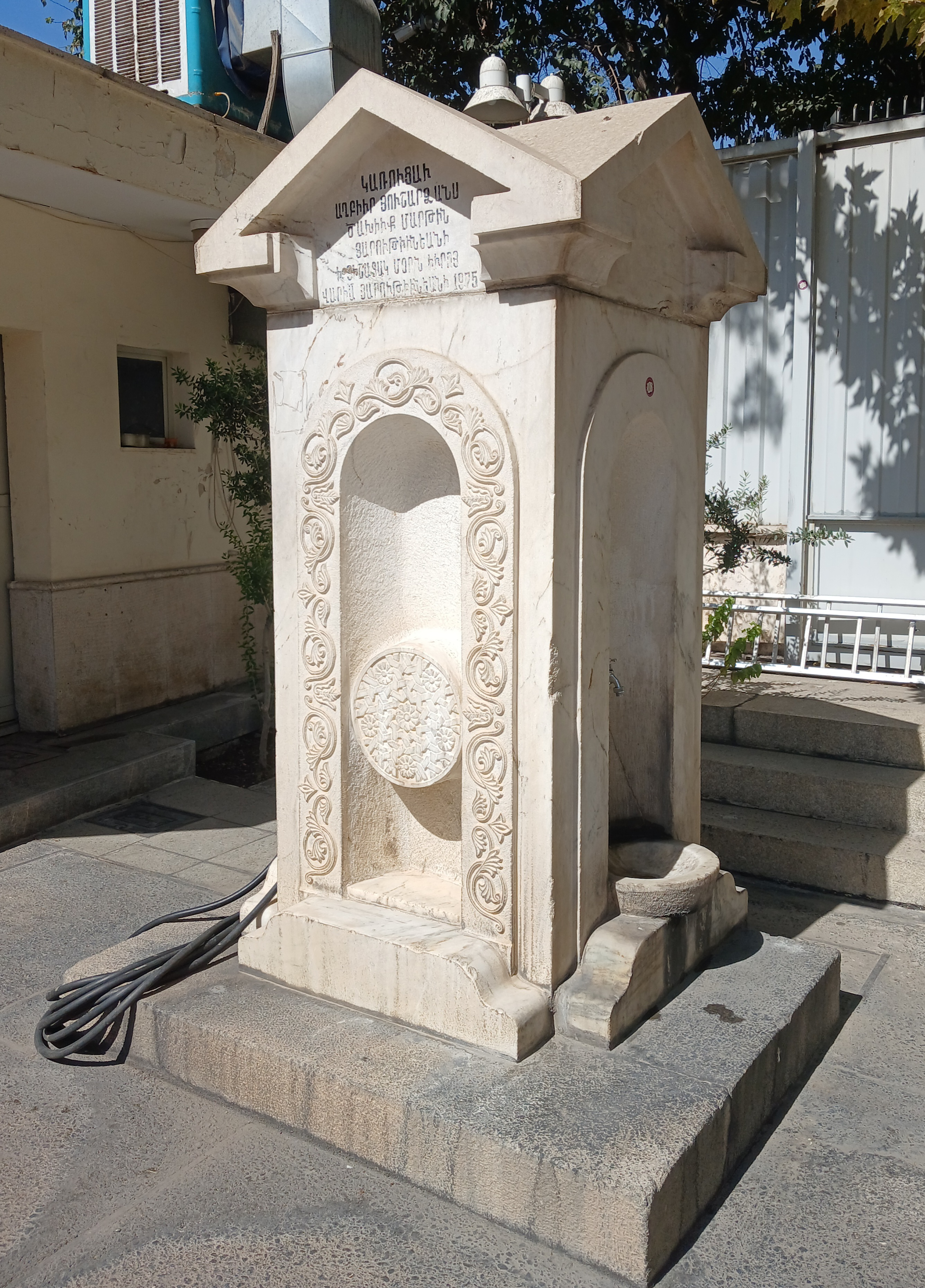
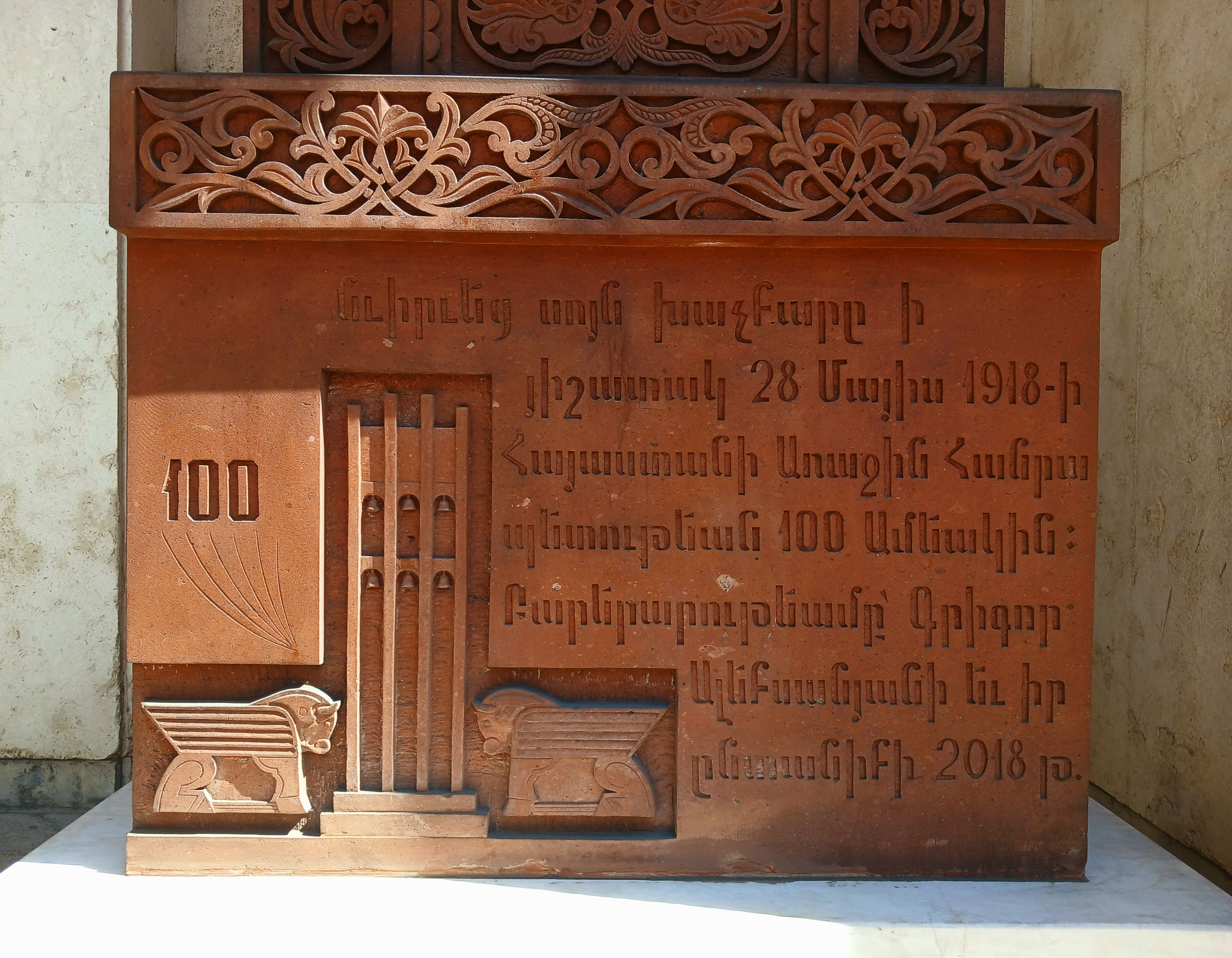
نشان نبرد سردارآباد در زیر یکی از چلیپاسنگ های واقع در ورودی کلیسا